# Amblyeleotris randalli
Gobie de Randall
Espèce

Amblyeleotris randalli, communément nommé Gobie de Randall, est un poisson marin benthique qui appartient à la famille des Gobies à crevette. Son nom courant est Gobie de Randall.

## Description
Amblyeleotris randalli est un poisson de petite taille, 9 cm maximum. Son corps est allongé, cylindrique et la teinte de fonds du corps est blanche et ce dernier est rayé par de fines bandes orange à jaunes. La première bande fait le tour complet de la tête et traverse l’œil. Une multitude de petites taches blanchâtres constelle plus particulièrement la partie blanche du corps. Autre point distinctif, sur la nageoire dorsale antérieure lorsque cette dernière est déployée, un ocelle noir et blanc y est observable. Les yeux sont ronds et proéminents. La bouche est grande et en forme de « U » inversé,.

## Distribution
Le Gobie de Randall se rencontre surtout dans les eaux tropicales du centre du bassin Indo-Pacifique.

## Habitat
Amblyeleotris randalli a une prédilection pour les fonds meubles constitués de sable grossier ou coquillier dans une zone allant de 25 à 50 m de profondeur.

## Nourriture
Amblyeleotris randalli possède un régime alimentaire omnivore avec une préférence pour tout ce qui est carné comme des crustacés ou autres petits poissons passant à sa portée.

## Comportement
Amblyeleotris randalli vit en symbiose en général avec des crevettes du genre Alpheidae. Au sein de cette association, la crevette creuse et entretient le terrier et le poisson guette les dangers potentiels, car la crevette à une faible vue qui ne lui permet pas de détecter les prédateurs. La communication s'effectue par un contact permanent entre une antenne de la  crevette sur la partie postérieure du gobie. Un mouvement particulier de sa queue et le signal de repli est communiqué à la crevette.